# Stor spindelgröppa
Stor spindelgröppa (Leucogyrophana mollusca) är en svampart som först beskrevs av Elias Fries, och fick sitt nu gällande namn av Zdeněk Pouzar 1958. Enligt Catalogue of Life ingår Stor spindelgröppa i släktet Leucogyrophana,  och familjen Hygrophoropsidaceae, men enligt Dyntaxa är tillhörigheten istället släktet Leucogyrophana,  och familjen Coniophoraceae. Arten är reproducerande i Sverige. Inga underarter finns listade i Catalogue of Life.